# Barão de Alcochete
Barão de Alcochete é um título nobiliárquico criado por D. Maria II de Portugal, por decreto de 26 de Maio de 1836, em favor de Bernardo Daupias, depois 1.º Visconde de Alcochete. O título foi elevado a Visconde, por D. Maria II de Portugal, por decreto de 18 de Fevereiro de 1852.

## Barão de Alcochete (1836)

### Titulares
1. Bernardo Daupias, 1.º Barão e 1.º Visconde de Alcochete;
2. Jácome Leão Daupias, 2.º Barão e 2.º Visconde do Alcochete.

### Brasão de Armas
Um escudo de azul com um mar de prata passante da ponta do escudo, sobre o qual está um atum da sua propria côr, e um chefe tambem de prata, carregado de um rato passante, tambem da sua côr.